# Claude Jutra
Claude Jutra (11 de marzo de 1930 – 5 de noviembre de 1986) fue un actor, director y guionista cinematográfico de nacionalidad canadiense. Influenciado por el cine de realidad y por la Nouvelle vague francesa, el cine de Claude Jutra trataba sobre la identidad de Quebec y sobre la revolución tranquila, aunque sin implicarse directamente en el discurso político nacionalista de la época. El anteriormente conocido como Premio Jutra se concede anualmente en su honor como reconocimiento a su importancia en la historia del cine de Quebec.

## Juventud y formación
Nacido en Montreal, Canadá, en el seno de una familia acomodada de la ciudad, su padre era el radiólogo y director del Colegio de Médicos de Quebec Albert Jutras. El mayor de tres hermanos (los otros eran Mireille y Michel Jutras), describía su infancia como « excepcionalmente feliz». El domicilio en el que creció, era un lugar frecuentado por actores, pintores, escultores y músicos amigos de la familia.
A los 16 años de edad su padre le regaló una cámara de película de 16 mm. En esa época acudía al Collège Stanislas de Montreal, donde conoció a Michel Brault. Durante su adolescencia rodó dos cortos con él, Le Dément du Lac Jean-Jeunes ( 1948), y Mouvement Perpétuel (1949), que consiguió el Premio Genie al mejor film aficionado, además de un diploma de honor del festival de cine aficionado de Cannes.
Obligado a finalizar sus estudios, pero conservando su deseo de hacer cine, entró en 1946 en la facultad de medicina y, en 1952, con 22 años, obtuvo su título de medicina por la Universidad de Montreal. Sin embargo, nunca llegó a practicar la medicina.

## Comienzos en el medio audiovisual
Terminados los estudios, Claude Jutra decidió lanzar su carrera cinematográfica inscribiéndose en la escuela del Teatro de Nouveau Monde en 1953. Ese año abrió sus puertas Radio-Canada, y Jutra escribió el guion del primer telefilm de la televisión de Quebec, L’école de la peur, que consiguió el trofeo Frigon en 1954. Como actor, hizo en televisión el papel de Grumio en los programas Disparu (1953) y La Mégère apprivoisée (1953), dirigidos por Jean Boisvert.
Entró en el National Film Board of Canada e inició su colaboración con Norman McLaren en el cortometraje de animación Trio-brio. En 1954 presentó Images en boîtes, una serie de 13 programas dedicados al cine, e inició el rodaje de dos documentales sobre la música que finalizó en 1956: Chantons maintenant y Jeunesses musicales (el corto Rondo de Mozart era un extracto de dicho film).
En 1955 actuó en el telefilm de Radio-Canada Moïra, de Louis-Georges Carrier, y después dirigió de manera independiente Pierrot des bois, con colaboración de Michel Brault. Además, los dos cineastas rodaron una entrevista a Federico Fellini en Nueva York, aunque la mala calidad de la banda sonora impidió su difusión.
En 1957, a su vuelta de 6 meses de curso teatral en París con el profesor René Simon, colaboró, en el National Film Board of Canada, con el cineasta de animación Norman McLaren, con el cual codirigió El cuento de una silla. El film obtuvo numerosos premios internacionales, entre ellos el primer premio de cine experimental del Festival Internacional de Cine de Venecia, un premio especial de la Academia Británica de las Artes Cinematográficas y de la Televisión, el premio del mérito en la categoría arte y experimental dentro de los Premios Genie, y el segundo de cine experimental en el Festival Internacional de Cine de Rapallo, Italia.
De nuevo en Quebec, Jutra dirigió su primer largometraje, Les Mains nettes, a partir de un guion de Fernand Dansereau. El film era una combinación de cuatro episodios de la serie televisiva Panoramique. El mismo año adaptó para la pequeña pantalla Marlus, de Marcel Pagnol, y Morts sans visage, de Arthur Hailey.
En 1958, Norman McLaren, Jutra y Michel Brault fueron a la Exposición Universal de Bruselas. El cuento de una silla fue también presentado en el Festival de cine de Tours, donde Jutra conoció a François Truffaut, que se preparaba para rodar Los 400 golpes. En el invierno de ese mismo año dirigió los documentales Félix Leclerc, troubadour y Fred Barry, comédien.

## Influencias e independencia
En 1959, y en calidad de productor, François Truffaut invitó a Claude Jutra a dirigir Anna la bonne, a partir de una historia de Jean Cocteau y con actuación de Marianne Oswald. Durante su estancia en Francia, Jutra vio Moi, un noir, de Jean Rouch, y decidió viajar al África en barco para conocer al director, al cual encontró en plena savana. Rouch quiso ayudar a Jutra en la producción de una cinta sobre el Níger, obteniendo el apoyo financiero del National Film Board of Canada. Le Niger, jeune république se estrenó en el año 1961.
También en 1961, y de vuelta a Canadá, Jutra se sumó al equipo francés del National Film Board of Canada, codirigiendo con Michel Brault, Marcel Carrière y Claude Fournier, La Lutte, un documental rodado con la técnicas del cine de realidad desarrolladas por Brault en Les Raquetteurs en 1958. En 1962 colaboró de nuevo con Brault en los documentales Québec-U.S.A. ou L'invasion pacifique y Les Enfants du silence, en el que fue narrador. También llevó a cabo la narración de La feuille qui brise les reins, de Terence Macartney.
En agosto de 1963, Claude Jutra terminó el rodaje de su primer largometraje de ficción, À tout prendre, un film controvertido que abordaba diversos temas tabús para la época.  Después de dos años de rodaje intermitente y de un presupuesto independiente y autofinanciado, esta primera ficción de cine de realidad y de origen autobiográfico realizado en Quebec ganó el gran premio del festival de cine canadiense y el Premio Genie a la mejor película de ficción. A pesar de la crítica local, el film fue aclamado en Francia y en los Estados Unidos por directores como John Cassavetes y Jean Renoir. En octubre se presentó una retrospectiva del conjunto de su obra en la Galería Nacional de Canadá. En el mismo año supervisó el montaje y codirigió con Pierre Patry Petit discours sur la méthode, un documental sobre la tecnología francesa.
En 1964 criticó la financiación acordada para la industria cinematográfica del Quebec en Cineboom. Durante los restantes años 1960, Jutra dirigió dos cortos documentales, Comment savoir y Rouli-Roulant (1966)), una de las primeras producciones dedicadas al skateboard. En 1967 fue víctima de un accidente de moto en el Puente Jacques Cartier. Finalizada su recuperación, dirigió Wow en 1969. En esa época fue invitado para dar clases en la nueva escuela de cine de la UCLA.
Su obra maestra, Mon oncle Antoine, llegó en 1971, y a continuación dirigió Kamouraska, adaptación de la novela de Anne Hébert, antes de rodar para la Canadá inglesa, donde dirigió para la televisión, así como algunas producciones cinematográficas. Volvió a Quebec a principios de los años 1980, recibiendo el Premio Albert-Tessier en 1984 por su carrera cinematográfica en Quebec. Su última obra fue La Dame en couleurs (1984).
Los últimos años de su vida se vieron marcados por la pérdida progresiva de la memoria a causa de la enfermedad de Alzheimer. Consciente de la « jaula invisible de cristal» que cada vez le limitaba más, el 5 de noviembre de 1986 se quitó la vida saltando al vacío desde el Puente Jacques Cartier de Montreal. Su cuerpo fue encontrado en el Río San Lorenzo unos meses después de su desaparición, con una nota en su bolsillo que decía "Yo soy Claude Jutra."

## Filmografía

### Actor
| Cine - 1956: Pierrot des bois - 1957: El cuento de una silla - 1962: Les Enfants du silence (voz) - 1962: La feuille qui brise les reins (voz) - 1964: À tout prendre - 1963: Petit discours de la méthode (voz) - 1968: Le Viol d'une jeune fille douce - 1969: Préambule (voz) - 1970: Act of the Heart - 1970: On est loin du soleil - 1971: Mon oncle Antoine - 1975: Pour le meilleur et pour le pire - 1975: La Fleur aux dents - 1977: Arts Cuba (voz) - 1978: Two Solitudes - 1983: Bonheur d'occasion | Televisión - 1953: Disparu - 1953: La Mégère apprivoisée - 1954: Images en boîtes - 1955: Moïra - 1961: Cinéma canadien - 1977: Love on the Nose - 1977: The Wolf - 1979: Riel - 1979: Cinéma ONF - 1982: Till Death Do Us Part |

### Director
Cine
- 1957: Le dément du Lac Jean-Jeunes
- 1949: Mouvement perpétuel
- 1956: Pierrot des bois
- 1957: El cuento de una silla
- 1958: Les Mains nettes
- 1959: Anna La Bonne
- 1963:  À tout prendre
- 1963: Seven Surprizes
- 1966:  Rouli-Roulant
- 1970:  Marie-Christine
- 1971:  Mon oncle Antoine
- 1973:  Kamouraska
- 1975:  Pour le meilleur et pour le pire
- 1980:  Surfacing
- 1981:  By Design
- 1984:  La dame en couleurs

Televisión
- 1976:  Ada
- 1976:  Le Conteur de rêves
- 1978:  The Beachcombers
- 1978:  Seer Was Here
- 1979:  The Wordsmith
- 1985:  My Father, My Rival

Documentales
- 1955: Au service de l’esprit troublé (corto codirigido con Stanley Jackson)
- 1956: Chantons maintenant (corto)
- 1956: Jeunesses musicales (corto)
- 1957: Rondo de Mozart (corto)
- 1958: Félix Leclerc, troubadour (corto)
- 1959: Fred Barry, comédien (corto)
- 1961: Le Niger, jeune république (corto)
- 1961: Wrestling (corto codirigido con Marcel Carrière, Claude Fournier y Michel Brault)
- 1962: Québec-U.S.A. ou l'invasion pacifique (corto codirigido con Michel Brault)
- 1963: Petit discours de la méthode (corto codirigido con Pierre Patry)
- 1964: Ciné boum (corto codirigido con Robert Russell)
- 1966: Comment savoir...
- 1966: The Devil's Toy (corto)
- 1969: Au coeur de la ville (corto)
- 1969: Wow
- 1976: Québec fête juin '75 (codirigido con Jean-Claude Labrecque)
- 1977: Arts Cuba (corto)

### Guionista
- 1956: Youth and Music
- 1956: Jeunesses musicales
- 1961: Le Niger, jeune république
- 1962: Les Enfants du silence
- 1963: Petit discours de la méthode
- 1964: À tout prendre
- 1966: Rouli-roulant
- 1966: Comment savoir
- 1967: Entre la mer et l'eau douce
- 1971: Mon oncle Antoine
- 1973: Kamouraska
- 1975: Pour le meilleur et pour le pire
- 1982: By Design
- 1985: La Dame en couleurs[6]

### Editor
- 1961: Le Niger, jeune république
- 1961: La Lutte
- 1962: Québec-U.S.A. ou L'invasion pacifique
- 1962: Children of a Lesser God
- 1963: Petit discours de la méthode
- 1964: À tout prendre
- 1970: Wow
- 1971: Mon oncle Antoine
- 1976: Québec fête juin '75

### Director de fotografía
- 1958: A Day in June
- 1961: La Lutte
- 1961: Golden Gloves
- 1962: À Saint-Henri le cinq septembre
- 1968: Ce soir-là, Gilles Vigneault...

### Productor
- 1964: À tout prendre

## Premios y distinciones
Festival Internacional de Cine de Venecia
| Año  | Categoría                                      | Película       | Resultado |
| ---- | ---------------------------------------------- | -------------- | --------- |
| 1966 | Plate León de San Marco - Mejor film educativo | Comment savoir | Ganador   |

### Ganados
- 1950: Premio Amateur del cine de Canadá por Movement Perpétuel.
- 1958: Premio especial de los BAFTA, junto a Norman McLaren, por El cuento de una silla.
- 1958: Premio del cine canadiense a la mejor película en la categoría Artes y Experimental, con Norman McLaren, por El cuento de una silla.
- 1964: Premio del cine canadiense al mejor largometraje por À Tout Prendre, compartido con Robert Hershorn.
- 1971: Premio del cine canadiense a la mejor dirección por Mon oncle Antoine.
- 1972: Prix Victor-Morin.
- 1972: Renuncia a la medalla de la Orden de Canadá.
- 1977: Premio del cine canadiense a la mejor dirección (no largometraje) por Dreamspeaker.
- 1984: Prix Albert-Tessier.

### Nominaciones
- 1986: Premio Genie a la Mejor Dirección por La Dame en Couleurs.
- 1986: Premio Genie al Mejor Guion por La Dame en Couleurs.
- 1985: Festival Internacional de Cine de Moscú, por  La dame en couleurs.[8]
- 1971: Festival Internacional de Cine de Moscú, por Mon oncle Antoine.[9]

## Film sobre Claude Jutra
El cineasta Paule Baillargeon, amigo de Jutra, dirigió el documental Claude Jutra: An Unfinished Story en 2002.